# Planta de energía nuclear Watts Bar
La planta de Watts Bar es una planta de energía nuclear estadounidense situada en la ribera del río Tenesí, a 95 kilómetros al suroeste de Knoxville, al este del estado de Tennessee, ocupando 7 km². El reactor con denominación alfabética de final de lista, a fecha 31 de diciembre de 2002, Watts Bar 1, fue el último reactor civil que entró en funcionamiento en los Estados Unidos. Watts Bar suministra suficiente electricidad para cerca de 250 000 hogares en el Valle del Tennessee.  
Esta planta tiene un reactor de agua presurizada Westinghouse, uno de los dos cuya construcción se inició en 1973 y que se completó en 1996.      
La Unidad 2 estaba completa en alrededor del 80% cuando su construcción fue interrumpida en 1988. La razón dada oficialmente fue el descenso de la demanda de electricidad, pero la decisión fue celebrada como una victoria por los activistas antinucleares. 